# Сонячне (Дніпровський район)
Сонячне (до 2016 — Лікнеп) — село в Україні, у Солонянській селищній територіальній громаді Дніпровського району Дніпропетровської області. Населення станом на 2021 рік — 118 осіб.

## Географія
Село Сонячне знаходиться на одному з джерел річки Тритузна, вище за течією на відстані 1 км розташоване село Малозахарине. Річка в цьому місці пересихає, на ній зроблено кілька загат.

## Населення

### Мова
Розподіл населення за рідною мовою за даними перепису 2001 року:
| Мова                | Відсоток |
| ------------------- | -------- |
| українська          | 85,8 %   |
| російська           | 11,9 %   |
| інші/не визначилися | 2,3 %    |

## Підприємства
Працюють фермерське господарство та приватні підприємці.

## Житлово-комунальне господарство
В селі Сонячному опалення в житлових будинках пічне, газифіковано тільки 8 житлових будинків. Водогін є в наявності, але водопостачання в даний період відсутнє.

## Історичні пам'ятники
- Три братські могили радянських воїнів
- Пам'ятник воїнам-землякам.

## Історія
Коли почали будувати Запорізьку електростанцію, рівень води у Дніпрі піднявся і затопив населені пункти, що були поблизу річки. В 1928 році людей почали переселяти в будь-які пусті території (таким місцем раніше був Лікнеп). Сюди приїхали землеміри та спроєктували нове село, спочатку його називали Петровське, на честь Всеукраїнського старости Г. І. Петровського. Згодом коли Григорій Іванович приїхавши в село і з сільською громадою почав розв'язувати важливі питання, а після вирішення справи треба було підписати документи, то в селі писати ніхто не вмів. Тому Г. І. Петровський запропонував назвати село «Лікнеп» (від слова ліквідація неписьменності). А в народі про нього кажуть Волохи, бо багато людей приїхало з села Волоське Дніпропетровського району.

## Видатні особистості
- Бирсан Василь Петрович — генерал залізнично-транспортної служби, багато років працював начальником Куйбишевської залізниці.
- Капацин Василь Семенович — генерал державної безпеки СРСР.